# Alberto Labbé Troncoso
Alberto Labbé Troncoso (13 de julio de 1921-Providencia, 27 de mayo de 1997) fue un militar chileno. Se desempeñó como edecán presidencial de Jorge Alessandri. Entre 1979 y 1980 fue alcalde de la comuna de Las Condes, designado por la dictadura militar de Augusto Pinochet.

## Biografía
Egresó como alférez de Ejército el 1 de enero de 1940, siendo destinado al Regimiento de Caballería N° 8 "Exploradores" de Antofagasta. Fue director de la Escuela Militar del Libertador Bernardo O'Higgins entre 1968 y 1971; el 18 de diciembre de 1969 inauguró el Museo Histórico de dicha institución.
En diciembre de 1971 dejó la dirección de la Escuela Militar del Libertador Bernardo O'Higgins para asumir como Secretario del Estado Mayor del Ejército. El 25 de enero de 1972 fue llamado a retiro tras negarse a rendirle honores militares a Fidel Castro durante la visita que realizó a Chile.
Se presentó como candidato a senador por Santiago en las elecciones parlamentarias de 1973 por el Partido Nacional, pero no resultó elegido. El 30 de marzo de 1979 fue designado alcalde de Las Condes, desempeñándose en dicho cargo hasta el 8 de mayo de 1980. Durante su gestión edilicia se realizó el cambio de nombre del proyecto comercial emplazado en Avenida Kennedy, pasando de «Parkennedy» a «Parque Arauco», habiendo propuesto «Parque Lautaro» como alternativa al cambio de nombre.
Su hijo Cristián, también militar, fue alcalde de Providencia entre 1996 y 2012. Su otro hijo, Alberto, fue embajador de Chile en Panamá.

## Historial electoral

### Elecciones parlamentarias de 1973
- Elecciones parlamentarias de Chile de 1973 para senador por la Cuarta Agrupación Provincial, Santiago Período 1973-1981

| Candidato                                 | Partido                    | Votos     | %      | Resultado |
| ----------------------------------------- | -------------------------- | --------- | ------ | --------- |
| A. Confederación de la Democracia         |                            |           |        |           |
| Eduardo Frei Montalva                     | PDC                        | 398 238   | 28,18% | Senador   |
| José Musalem Saffie                       | PDC                        | 109 314   | 7,73%  | Senador   |
| Alberto Baltra Cortés                     | PIR                        | 26 790    | 1,89%  |           |
| Alberto Labbé Troncoso                    | PN                         | 87 165    | 6,17%  |           |
| Sergio Onofre Jarpa Reyes                 | PN                         | 195 472   | 13,83% | Senador   |
| Votos de Lista                            | CODE                       | 9661      | 0,68%  |           |
| B. Unidad Popular                         |                            |           |        |           |
| Carlos Altamirano Orrego                  | PS                         | 234 232   | 16,57% | Senador   |
| Aníbal Palma Fourcade                     | PR                         | 76 037    | 5,38%  |           |
| Carmen Gloria Aguayo Irribarra            | MAPU                       | 21 320    | 1,51%  |           |
| Volodia Teitelboim Volosky                | PCCh                       | 243 891   | 17,26% | Senador   |
| Votos de Lista                            | UP                         | 11 081    | 0,78%  |           |
| Votos válidamente emitidos                | Votos válidamente emitidos | 1 413 201 | 98,60% |           |
| Votos nulos                               | Votos nulos                | 15 300    | 1,07%  |           |
| Votos en blanco                           | Votos en blanco            | 4721      | 0,33%  |           |
| Total de votos emitidos                   | Total de votos emitidos    | 1 433 222 | 100,0% |           |
| Fuente: Dirección del Registro Electoral. |                            |           |        |           |